# Primera División de México 1965-66
La Temporada 1965-66 fue la edición XXIII del campeonato de liga de la Primera División en la denominada "época profesional" del fútbol mexicano; Comenzó el 27 de mayo y finalizó el 19 de diciembre. 
América se coronó campeón de liga, después de 37 años sin obtener el título, el 19 de diciembre de 1965, al asegurar el liderato general con el triunfo 2-0 sobre Veracruz en la última jornada. Luego de repetir el mejor inicio en cuanto a victorias de un equipo en la liga con 6 (Irapuato 1956-57 y Zacatepec 1957-58), los Cremas relajaron el paso, lo que ocasionó que la competencia se cerrara, a tal grado que en la última jornada, fueron tres los clubes quienes llegaron con opciones de ser campeón. América y Atlas llegaban empatados con 40 puntos y el bicampeón reinante Guadalajara con 38, que en caso de ganar y salir derrotados los primeros, obligaria a un triangular final para definir el título. Guadalajara derrotó 1-0 a Monterrey el día 15, y Atlas perdió de visitante 2-3 contra Atlante el día 16, mientras que el domingo 19 en Ciudad Universitaria América venció con gol olímpico incluido de Jorge Coco Gómez a Veracruz y aseguró su primer cetro de la denominada "época profesional".
En este torneo debutó en Primera División Ciudad Madero, quien provenía de la Segunda División luego de consumar la primera temporada invicta (23 triunfos y 7 empates) de un monarca del balompié profesional en México; sustituyó en la división de honor a Nacional. Al final del torneo descendió por segunda ocasión Zacatepec.

## Sistema de competencia
Los dieciséis participantes disputan el campeonato bajo un sistema de liga, es decir, todos contra todos a visita recíproca; con un criterio de puntuación que otorga dos unidades por victoria, una por empate y cero por derrota. El campeón sería el club que al finalizar el torneo haya obtenido la mayor cantidad de puntos, y por ende se ubique en el primer lugar de la clasificación. 
En caso de concluir el certamen con dos equipos empatados en el primer lugar, se procedería a un partido de desempate entre ambos conjuntos en una cancha neutral predeterminada al inicio del torneo; de terminar en empate dicho duelo, se realizará uno extra, y de persistir la igualdad en este, se alargaría a la disputa de dos tiempos extras de 15 minutos cada uno, y posteriormente Tiros desde el punto penal, hasta que se produjera un ganador.
En caso de que el empate en el primer lugar fuese entre más de dos equipos, se realizaría una ronda de partidos entre los involucrados, con los mismos criterios de puntuación, declarando campeón a quien liderada esta fase al final.
El descenso a Segunda División corresponderá al equipo que acumulara la menor cantidad de puntos, y que por ende finalice en el último lugar de la clasificación. Al igual que el campeonato, para el descenso se contempló una serie de partidos extra en caso de empate en puntos de uno o más equipos.
Para el resto de las posiciones que no estaban involucradas con la disputa del título y el descenso, su ubicación, en caso de empate, se definía por medio del criterio de gol average o promedio de goles, y se calculaba dividiendo el número de goles anotados entre los recibidos.

## Equipos participantes

### Ascensos y descensos
| Pos | Ascendido de la Segunda División 1964-65 |
| --- | ---------------------------------------- |
| 1.º | Ciudad Madero                            |

| Pos | Descendido en la Primera División 1964-65 |
| --- | ----------------------------------------- |
| 16° | Nacional                                  |

### Equipos por entidad federativa
En la temporada 1965-1966 jugaron 16 equipos que se distribuían de la siguiente forma:
| Monterrey Oro Atlas Guadalajara León Irapuato Necaxa Morelia Toluca Veracruz Ciudad Madero Cruz Azul América Atlante UNAM Zacatepec | \| Entidad Federativa \| N.º \| Equipos \| \| ------------------ \| --- \| ------------------------------- \| \| Distrito Federal \| 4 \| América, Atlante, UNAM y Necaxa \| \| Jalisco \| 3 \| Atlas, Oro y Guadalajara \| \| Guanajuato \| 2 \| Irapuato y León \| \| Hidalgo \| 1 \| Cruz Azul \| \| Michoacán \| 1 \| Morelia \| \| Estado de México \| 1 \| Toluca \| \| Morelos \| 1 \| Zacatepec \| \| Nuevo León \| 1 \| Monterrey \| \| Tamaulipas \| 1 \| Ciudad Madero \| \| Veracruz \| 1 \| Veracruz \| |                                 |
| Entidad Federativa | N.º | Equipos                         |
| Distrito Federal | 4 | América, Atlante, UNAM y Necaxa |
| Jalisco | 3 | Atlas, Oro y Guadalajara        |
| Guanajuato | 2 | Irapuato y León                 |
| Hidalgo | 1 | Cruz Azul                       |
| Michoacán | 1 | Morelia                         |
| Estado de México | 1 | Toluca                          |
| Morelos | 1 | Zacatepec                       |
| Nuevo León | 1 | Monterrey                       |
| Tamaulipas | 1 | Ciudad Madero                   |
| Veracruz | 1 | Veracruz                        |